# Igny (Essonne)
 Igny  es una población y comuna francesa, ubicada en la región de Isla de Francia, departamento de Essonne, en el distrito de Palaiseau y cantón de Palaiseau.

## Demografía
| 5514 | 7794 | 9102 | 9235 | 9428 | 9381 |
| Para los censos de 1962 a 1999 la población legal corresponde a la población sin duplicidades (Fuente: INSEE [Consultar]) |      |      |      |      |      |